# بالا (کارگردان)
بالا (انگلیسی: Bala؛ زادهٔ ۱۱ ژوئیهٔ ۱۹۶۶) کارگردان فیلم و فیلم‌نامه‌نویس اهل هند است.
از فیلم‌ها یا برنامه‌های تلویزیونی که وی در آن نقش داشته‌است می‌توان به کابوی اشاره کرد.
وی برنده جایزه ملی فیلم بهترین کارگردانی شده‌است.